# ᴚ
Cette page contient des caractères spéciaux ou non latins. S’ils s’affichent mal (▯, ?, etc.), consultez la page d’aide Unicode.
ᴚ, appelé petite capitale R culbuté, est une lettre additionnelle de l’écriture latine qui est utilisée dans l’alphabet phonétique ouralien et qui a été utilisée dans l’alphabet phonétique international.

## Utilisation
Dans l’alphabet phonétique ouralien, ‹ ᴚ › représente une consonne vibrante battue semi-voisée.
Dans l’alphabet phonétique international, ‹ ᴚ › a été utilisé pour représenter une consonne fricative uvulaire sourde, avant d’être remplacée par le chi ‹ χ › en 1928, et ne figure pas dans les Principles de 1949.
Henriette Walter utilise le ᴚ pour représenter une consonne spirante uvulaire voisée [ʁ̞] distincte de la consonne fricative uvulaire voisée, (qu’elle transcrit [ʀ̱]). Certains auteurs utilisent la petite capitale r culbutée ‹ ᴚ › comme variante typographique de la petite capitale r renversée ‹ ʁ › pour transcire la consonne fricative uvulaire.

## Représentations informatiques
La petite capitale R culbuté peut être représentée avec les caractères Unicode (Extensions phonétiques) suivants :
| formes    | représentations | chaînes de caractères | points de code | descriptions                                      |
| --------- | --------------- | --------------------- | -------------- | ------------------------------------------------- |
| minuscule | ᴚ               | ᴚ                     | U+1D1A         | lettre minuscule latine petite capitale r culbuté |